# Erik Kragh
Erik Kragh (29. maj 1901 i Hedensted – 20. oktober 1984 i Hellerup) var en dansk officer, modstandsmand og politiker.

## Militær karriere
Han var søn af toldassistent Johannes Kragh (1870-1946) og sygeplejerske Anna Marie Hansen (1870-1952). Kragh blev premierløjtnant i fodfolket 1922, kaptajnløjtnant 1932, kaptajn 1937, oberstløjtnant 1945, oberst 1951 og slutteligt generalmajor 1952. Kragh var tjenstgørende ved 43. franske infanteriregiment 1935 og på studieophold ved École Supérieure de Guerre, Paris 1935-37.

### Under Besættelsen
Derpå fulgte tjeneste som kompagnichef ved 1. regiment og senere i Generalstaben, hvor han efter overfaldet på den danske hær 29. august 1943 blev involveret i illegalt arbejde som stedfortræder og hjælper for oberstløjtnant Erik C.V. Møller. Han blev tilknyttet Vagn Bennike, medlem af Jyllandsledelsen og var forbindelsesofficer til Den lille Generalstab.

### Efterkrigstiden
Efter krigen blev Kragh medlem af Forsvarskommissionen af 1946 og Civilforsvarsudvalget af 1946; lærer i taktik på generalstabskursus 1946-50; souschef i Forsvarsstaben 1950; forbindelsesofficer ved general Dwight D. Eisenhowers stab i Paris januar-maj 1951; chef for Hærstaben (generalstaben) og stabschef ved NATO's landstyrker i Danmark 1951-57; på studierejse i USA 1953 og sluttede karrieren som chef for Østre Landsdelskommando 1957-65. Han fik afsked 1966.
Erik Kragh var desuden formand for Det Krigsvidenskabelige Selskab 1957-63 og var den første dansker, som blev medlem af The Institute for Strategie Studies, London. Han var også medlem af bestyrelsen for Det Udenrigspolitiske Selskab 1964-72 og var i mange år medarbejder ved Berlingske Tidende fra 1957 til 1974, hvor han var en ivrig debattør af forsvarspolitiske emner.

## Politiker
Erik Kragh var medlem af Folketinget for Det Konservative Folkeparti i Viborgkredsen 1960-71 og af Det Udenrigspolitiske Nævn 1964-71. Han var delegeret til North Atlantic Assembly 1967 og 1968. Han meldte sig i 1973 ud af Det Konservative Folkeparti, da partiet gik med i "det firkantede forsvarsforlig". I 1974 udgav han Kommentarer til et halvt århundredes forsvarspolitik.
Erik Kragh blev gift 10. oktober 1925 i Budolfi Kirke med Margrethe Horneman (9. juli 1902 i Hjørring - 7. februar 1983 i Hellerup), datter af dommer A.W. Horneman og Marie født Kjeldsen.

## Hæder
- Ridder af Dannebrogordenen 1942, Kommandør 1957 og Kommandør af 1. grad 1962
- Dannebrogordenens Hæderstegn 1950
- Æreslegionen
- Sværdordenen
- 1966: Det Krigsvidenskabelige Selskabs Saint-Germain-medalje